# Disminución de polinizadores

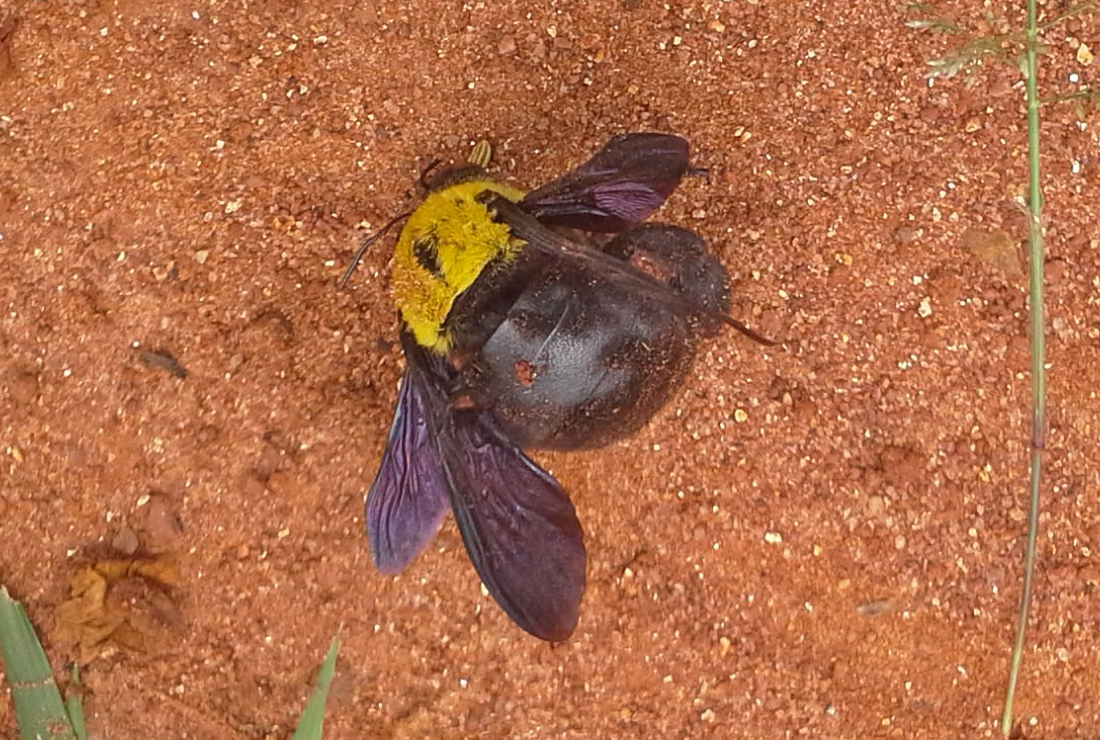
Abejorro carpintero muerto

La disminución de los polinizadores se refiere a la reducción en la cantidad y diversidad de insectos y otros animales polinizadores en los ecosistemas a nivel global. Este fenómeno comenzó a fines del siglo XX y continúa hasta el presente. La magnitud exacta del problema es un debate científico en curso, pero la evidencia señala "disminuciones significativas en la abundancia y diversidad de polinizadores a múltiples escalas espaciales en todas las regiones". La disminución de los polinizadores presenta riesgos económicos directos para la agricultura y amenaza la seguridad alimentaria a nivel global. Algunas comunidades de científicos se refieren al fenómeno como un "Armagedón ecológico".

## Importancia de los polinizadores
Los polinizadores participan en la reproducción sexual de muchas plantas, asegurando la polinización cruzada, esencial para algunas especies y un factor importante para garantizar la diversidad genética para otras. Dado que las plantas son la principal fuente de alimento para los animales, la reducción o posible desaparición de los agentes de polinización primarios tiene graves consecuencias para la producción mundial de alimentos. Un tercio de la producción mundial de alimentos dependen de productos polinizados por insectos y otros animales.

## Causas de la disminución

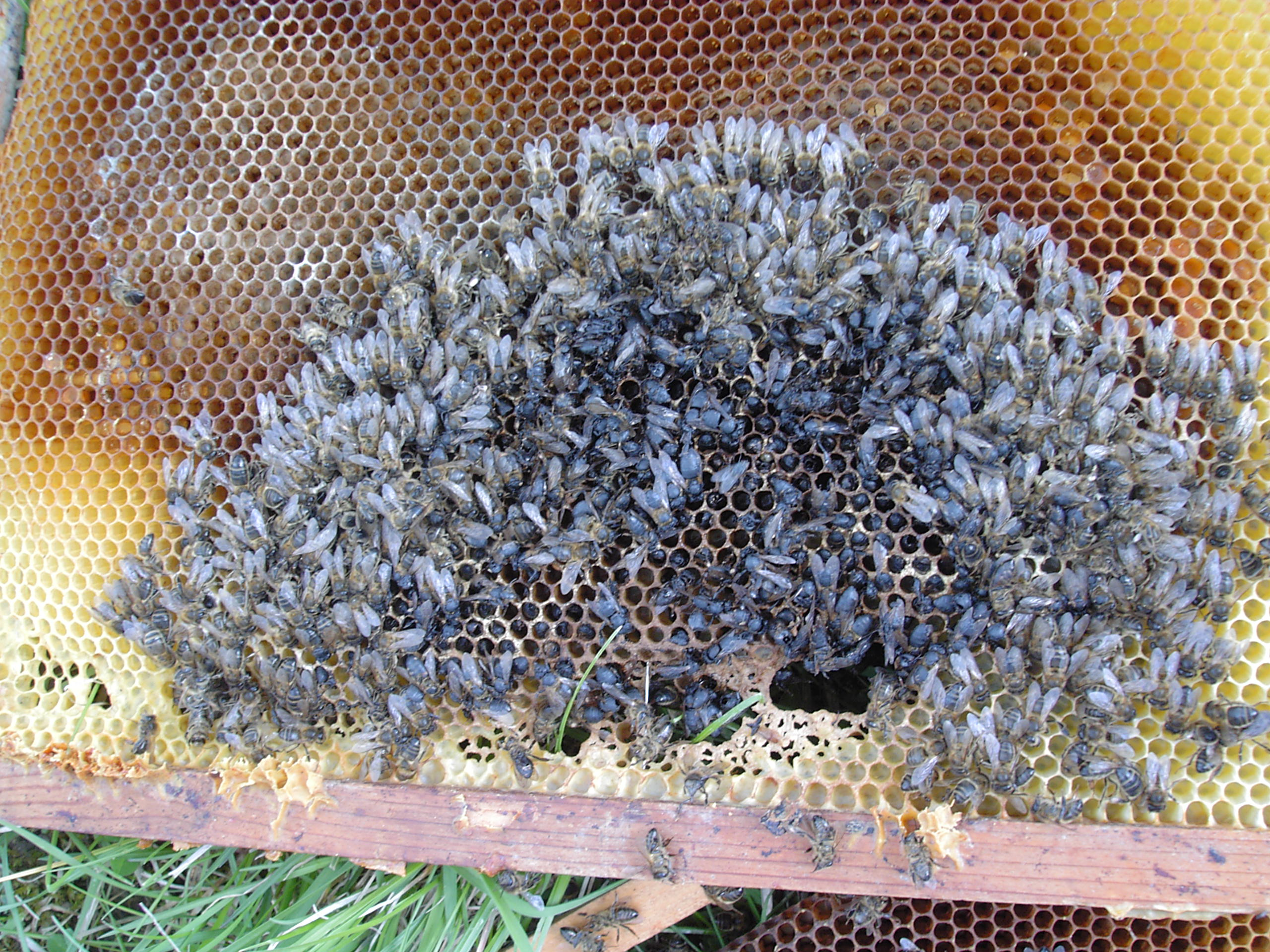
Un grupo de abejas muertas en un panal, invierno 2005-2006, debido a la falta de alimentos. La variación extrema de temperaturas debido al cambio climático tiene un impacto sobre los polinizadores.

La disminución de los polinizadores pueden atribuirse al uso de pesticidas y agroquímicos, plagas y enfermedades, destrucción del hábitat, contaminación del aire, reacción de los polinizadores al cambio climático, los efectos derivados de los monocultivos y la agricultura intensiva, la competencia intraespecífica y competencia interespecífica entre "especies nativas e introducidas o invasoras" y la iluminación artificial nocturna.

### Pesticidas
Los estudios han relacionado la exposición a pesticidas neonicotinoides con el deterioro de la salud de las abejas. Estos estudios se suman a un creciente cuerpo de literatura científica y fortalecen la evidencia científica para eliminar del mercado los pesticidas tóxicos para las abejas. Los pesticidas interfieren con los cerebros de las abejas melíferas, afectando su habilidad para navegar. Los pesticidas evitan que los abejorros recolecten suficiente comida para producir nuevas reinas.
Los neonicotinoides son altamente tóxicos para una variedad de insectos, incluidas las abejas melíferas y otros polinizadores. Son absorbidos por el sistema vascular de una planta y se expresan a través de polen, néctar y gotitas de guttación de las cuales las abejas se alimentan y beben. Son particularmente peligrosos porque, además de ser extremadamente tóxicos en altas dosis, también producen graves efectos subletales cuando los insectos están expuestos a bajas dosis crónicas, ya que son a través del polen y las gotas de agua mezcladas con el químico, así como el polvo que se libera al aire cuando se plantan semillas recubiertas. Estos efectos causan problemas significativos para la salud de las abejas melíferas individuales, así como para la salud general de las colonias de abejas melíferas, e incluyen interrupciones en la movilidad, navegación, comportamiento de alimentación, actividad de alimentación, memoria y aprendizaje, y actividad general de la colmena.
Un estudio francés de 2012 de Apis mellifera que se centró en el plaguicida neonicotinoide tiametoxam, que es metabolizado por las abejas en clotianidina, probó la hipótesis de que una exposición subletal a un neonicotinoide aumenta indirectamente la tasa de mortalidad de la colmena a través de fallas en los sistemas de búsqueda en las abejas melíferas. Cuando se exponen a dosis subletales de tiametoxam, a niveles presentes en el medio ambiente, las abejas melíferas tenían menos probabilidades de regresar a la colmena después de la búsqueda de alimento que las abejas de control que fueron rastreadas con tecnología de etiquetado de identificación por radiofrecuencia (RFID), pero que no se dosificaron intencionalmente con pesticidas. Se observan mayores riesgos cuando la tarea de referencia es más difícil. La tasa de supervivencia es aún menor cuando las abejas expuestas se colocan en áreas de alimentación con las que están menos familiarizadas.
En su estudio de 2014 de Bombus terrestris, los investigadores rastrearon a las abejas utilizando la tecnología de etiquetado RFID y descubrieron que una exposición subletal al imidacloprid (un neonicotinoide) y / o un piretroide sobre un período de cuatro semanas causó un deterioro de la capacidad del abejorro para alimentarse.
Los investigadores también examinaron los efectos del imidacloprid en las abejas exponiendo las colonias de abejorros a niveles de imidacloprid que son realistas en el entorno natural, y luego les permitieron desarrollarse en condiciones de campo. Las colonias tratadas tuvieron una tasa de crecimiento significativamente reducida y sufrieron una reducción del 85% en la producción de nuevas reinas en comparación con las colonias de control no expuestas. El estudio muestra que los abejorros, que son polinizadores salvajes, están sufriendo impactos similares de la exposición a pesticidas a las abejas criadas por apicultores. Los polinizadores silvestres brindan servicios ecosistémicos tanto en la agricultura como a una amplia gama de plantas silvestres que no podrían sobrevivir sin la polinización de insectos.

### Transferencia rápida de parásitos y enfermedades entre especies

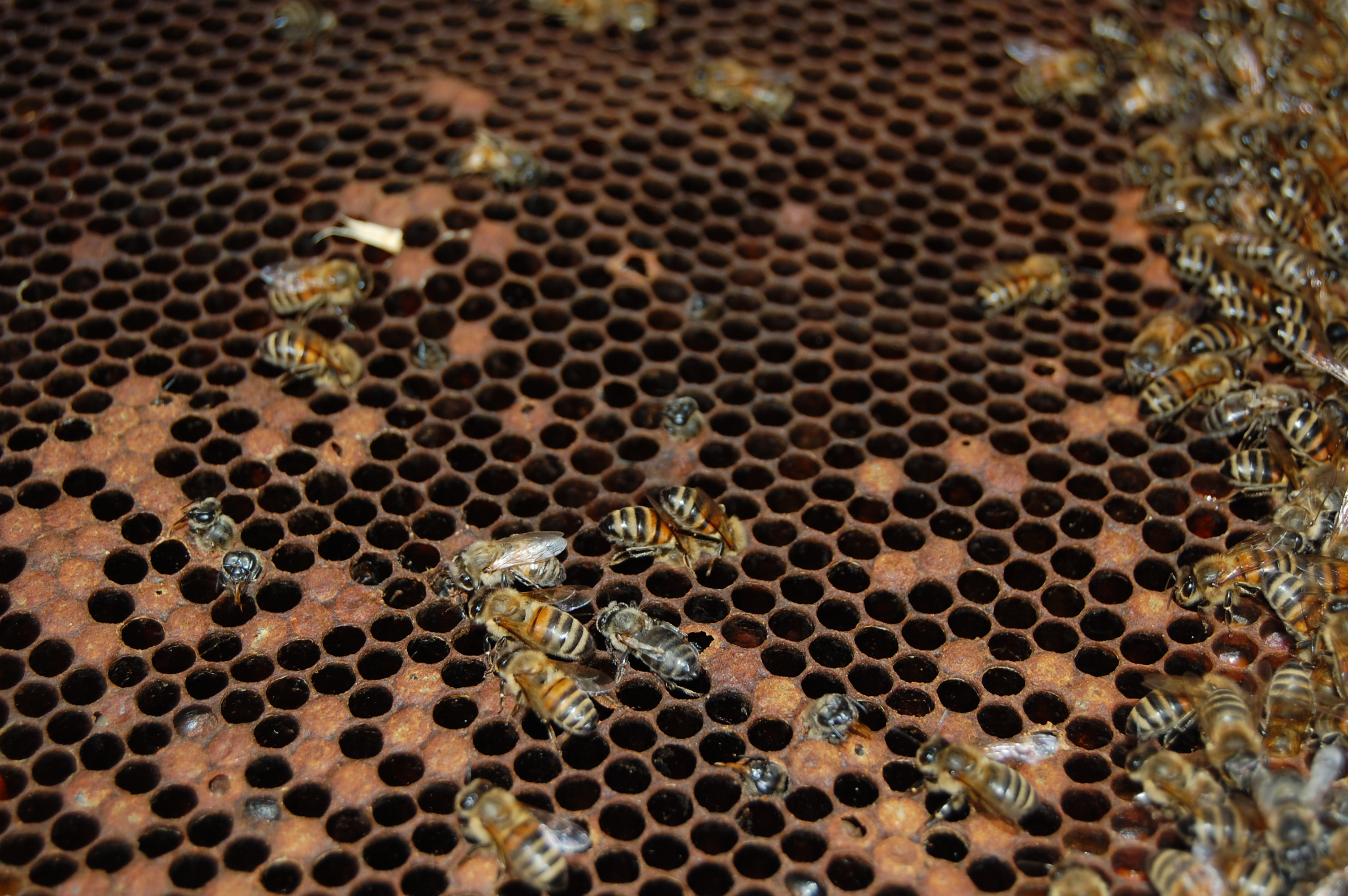
Un cuadro afectado con loque americana.

El aumento del comercio internacional ha ocasionado que las enfermedades de las abejas de la miel se expandan en otras regiones del mundo y también ataquen a otros polinizadores, sobre todo en las áreas donde los polinizadores no tienen mucha resistencia a estas plagas.[cita requerida]

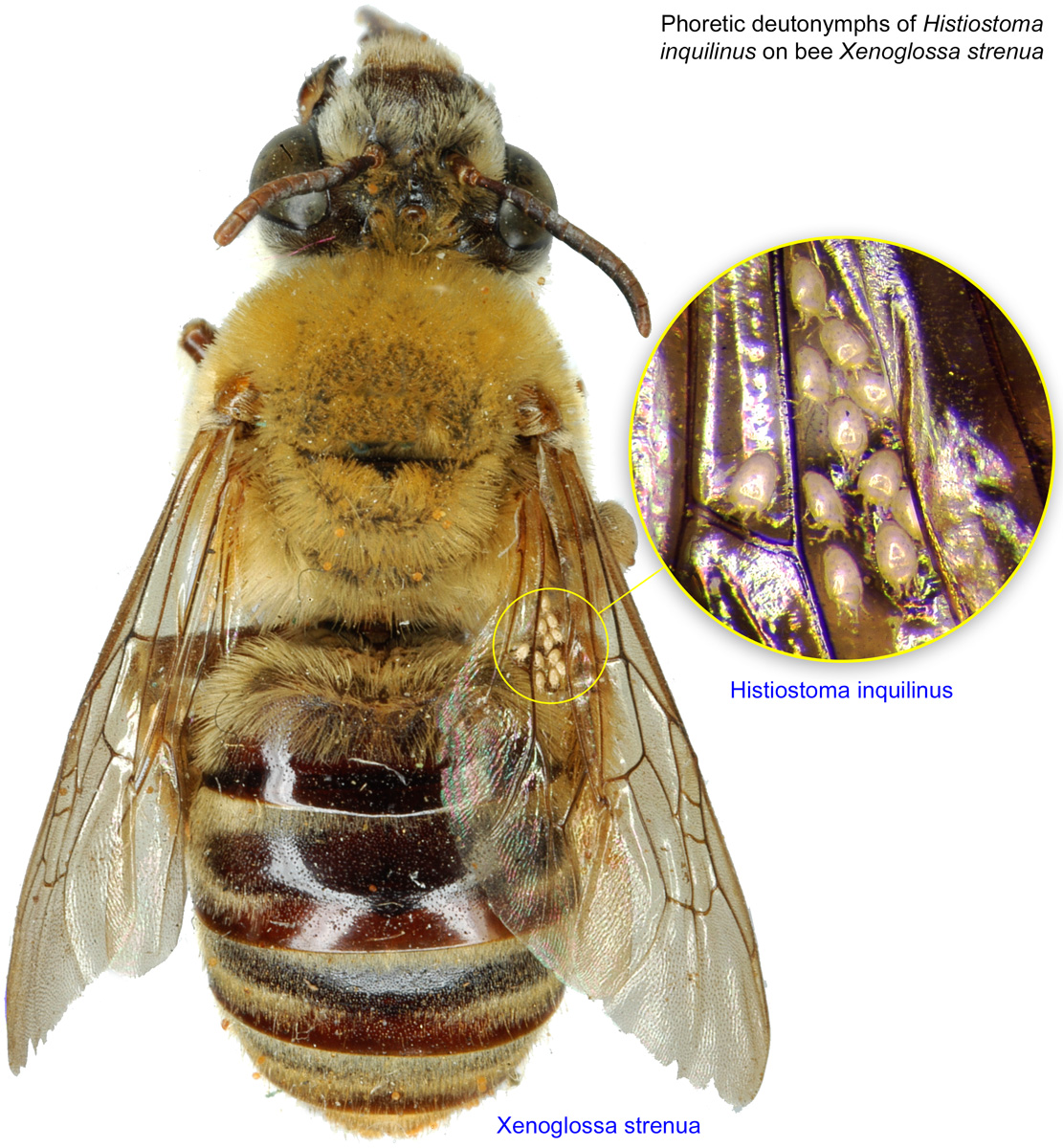
Ácaros en Xenoglossa strenua, una abeja de América Central y América del Norte.

### Invasión de otras especies
Las hormigas de fuego importadas han diezmado las abejas que anidan en el suelo en amplias zonas del sur de los Estados Unidos.

### Pérdida de hábitat y fuentes de alimentos
Las abejas y otros polinizadores enfrentan un mayor riesgo de extinción debido a la pérdida de hábitat y el acceso a fuentes de alimentos naturales. La dependencia global del ganado y la agricultura ha hecho que no menos del 50% de la masa terrestre de la tierra sea inhabitable para las abejas.[cita requerida] La práctica agrícola de plantar un cultivo (monocultivo) en un área determinada año tras año conduce a la desnutrición extrema, porque una sola planta no puede cumplir con los requisitos de nutrientes de los polinizadores. Además, los cultivos necesarios para mantener el ganado tienden a ser granos, que no proporcionan néctar. Cuerpos de agua artificiales, áreas urbanas abiertas, grandes instalaciones industriales, incluida la industria pesada, ferrocarriles e instalaciones asociadas, edificios e instalaciones con fines socioculturales, campamentos, deportes, parques infantiles, canchas de golf, cultivos de semillas oleaginosas y la tala de bosques o hileras se asociaron frecuentemente con altas pérdidas de colonias de abejas melíferas.
Investigadores de la Universidad de Berkeley y la UC Davis descubrieron que si las granjas plantaran y mantuvieran las fronteras de flores silvestres alrededor de sus campos de cultivo, verían un aumento de ocho veces en la abundancia de abejas en comparación con las granjas sin hábitat de flores silvestres. Si bien la mayoría de las granjas usan abejas manejadas, ya sea de sus propias colmenas o alquiladas, para polinizar sus cultivos, las abejas silvestres pueden satisfacer el 100% de sus necesidades de polinización siempre que sean abundantes. Al mantener flores silvestres cerca de sus cultivos, las granjas podrían recurrir a la polinización natural. El acto de proporcionar a los polinizadores hábitats más ricos en nutrientes, a la vez que tiene el beneficio de la polinización de cultivos "libres", es una forma sencilla de ayudar a reducir la disminución de los polinizadores.

### Contaminación atmosférica
Un grupo de investigadores de la Universidad de Virginia descubrió que la contaminación del aire ha inhibido la capacidad de los polinizadores de encontrar las fragancias de las flores. Los contaminantes como los radicales de ozono, hidroxilo y nitrato se unen rápidamente con las moléculas de aroma volátiles de las flores, lo que produce que no puedan viajar intactas a mayores distancias. El resultado es un círculo vicioso en el que los polinizadores deben viajar distancias cada vez más largas para encontrar flores que les proporcionen néctar, y las flores reciben una polinización inadecuada para reproducirse y diversificarse.

### Cambios en el comportamiento estacional debido al cambio climático
En 2014, el Panel Intergubernamental sobre Cambio Climático informó que las abejas, las mariposas y otros polinizadores enfrentan un mayor riesgo de extinción debido al calentamiento global, debido a alteraciones en el comportamiento estacional de las especies. El cambio climático afecta los comportamientos estacionales de los polinizadores, lo que causa que los polinizadores emerjan en momentos en que las plantas con flores no están disponibles. También ocasiona que deban desplazarse hacia latitudes más elevadas, debido a la escasez de alimentos en las latitudes más cálidas.

### Iluminación artificial nocturna
En junio de 2018, el Leibniz-Institute of Freshwater Ecology and Inland Fisheries publicó un artículo que analiza un posible vínculo entre la fuerte disminución de los insectos voladores y los altos niveles de contaminación lumínica. Múltiples estudios científicos sugieren que la luz artificial en la noche tiene un impacto negativo en los insectos y, por lo tanto, los científicos deberían prestar mayor atención a este factor al explorar las causas de la disminución de la población de insectos.

## Disminución por regiones

### América del Sur

#### Argentina

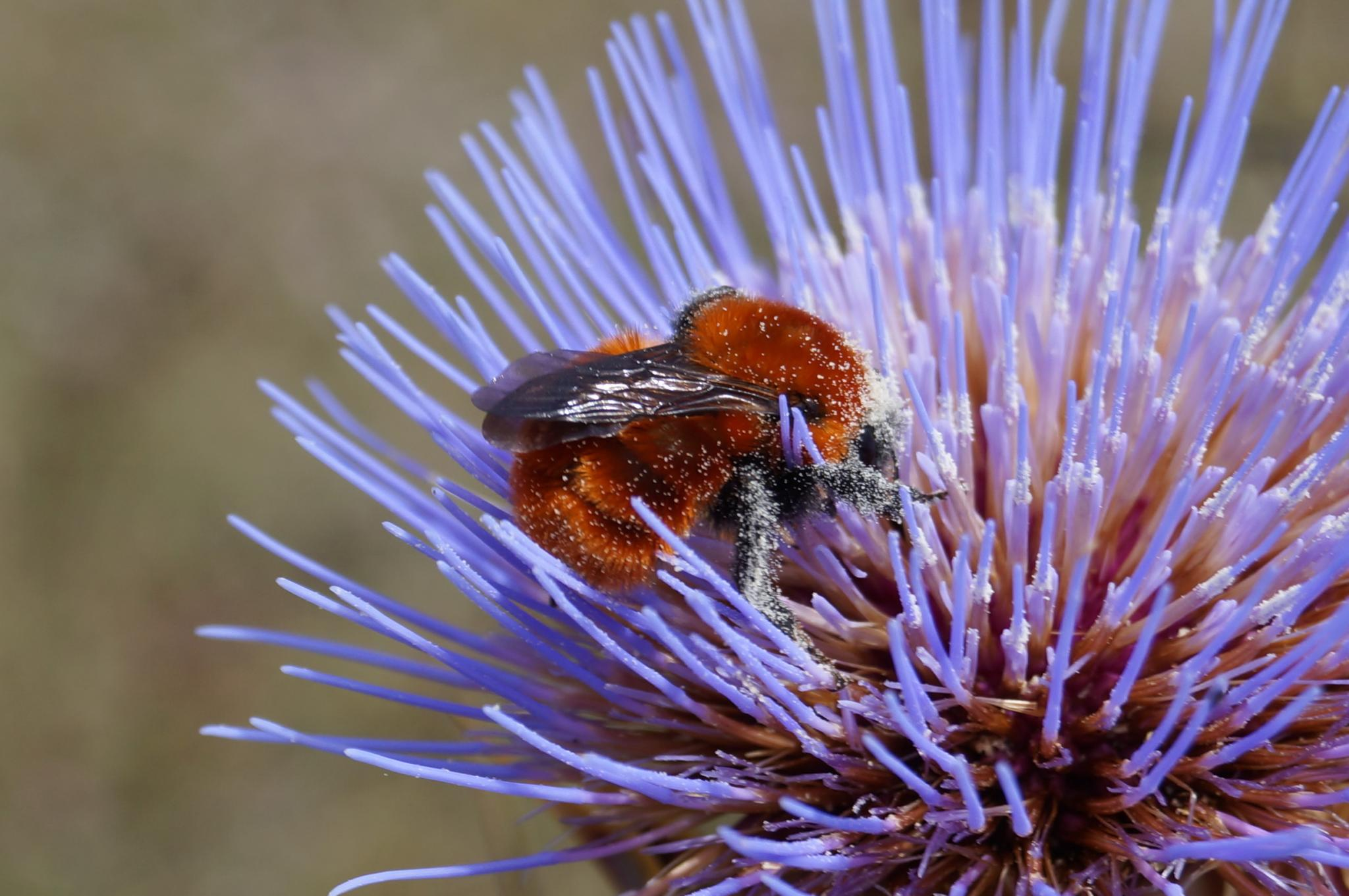
Bombus dahlbomii polinizando una flor. El B. dahlbomii fue incluido en 2016 en la Lista Roja de la UICN y declarado en peligro de extinción bajo la categoría Endangered A2abce.

Un grupo de investigadores en Argentina encontró una disminución de la especie Bombus dahlbomii, endémica de la Patagonia argentina, debido principalmente a la introducción en Chile de dos especies europeas, Bombus ruderatus y Bombus terrestris, para la polinización de cultivos. Los investigadores también concluyeron que "el riesgo de extinción está filogenéticamente estructurado", lo que quiere decir que si una especie declina, otras especies emparentadas genéticamente también declinarán.

## Consecuencias
El valor de la polinización animal en la nutrición humana y los alimentos para la vida silvestre es inmenso y difícil de cuantificar. 
Se estima que el 87.5% de las especies de plantas con flores del mundo son polinizadas por animales e insectos, y el 35% de la producción de cultivos y el 60% de las especies de plantas de cultivos dependen de los polinizadores. Esto incluye la mayoría de las frutas, muchas verduras (o su cultivo de semillas) y los efectos secundarios en las legumbres como la alfalfa y el trébol alimentados al ganado.

### Consecuencias económicas
En 2000, los doctores Roger Morse y Nicholas Calderone, de la Universidad de Cornell, intentaron cuantificar la importancia económica de un solo polinizador, la abeja melífera occidental, en los cultivos alimentarios de Estados Unidos, demostrando que el valor asociado de este polinizador en los cultivos era de US$14,6 mil millones. En 2009, otro estudio calculó el valor mundial de la polinización para la agricultura. Los costos fueron estimados basándose en cada uno de los 100 cultivos que necesitan polinizadores y que no se producirían si los polinizadores desaparecieran por completo. El estudio arrojó que el valor económico de la polinización de insectos era entonces de €153 mil millones.

### Consecuencias nutricionales para las personas
Varios estudios a gran escala han analizado las consecuencias nutricionales de la disminución de los polinizadores. Dado que los polinizadores son responsables de propagar ciertas plantas y cultivos, las poblaciones que dependen en gran medida de esos cultivos están en riesgo de desnutrición. Como tal, el efecto de la disminución de los polinizadores en un área determinada depende de la dieta local. Según un estudio de 2015 publicado en la Biblioteca Pública de Ciencias, es muy probable que el declive de los polinizadores tenga un impacto negativo en la salud nutricional de un área cuando las personas que viven allí obtienen la mayoría de sus nutrientes de los cultivos que dependen en gran medida de los polinizadores. Las personas afectadas no tienen una deficiencia severa en un nutriente o consumen cantidades significativamente mayores de lo recomendado, no tienen acceso a otros alimentos que puedan sustituir los nutrientes de los cultivos que están perdiendo y no tienen acceso a suplementos, alimentos fortificados o programas de nutrición específicos que podrían ayudar a asegurar que aún estén recibiendo los nutrientes adecuados. En contraste, las poblaciones cuyas dietas no se basan en gran medida en cultivos dependientes de polinizadores probablemente no se verán afectadas por la disminución de los polinizadores en la misma medida.
Un estudio de 2015 realizado por la Escuela de Salud Pública de Harvard modeló lo que sucedería si el 100% de los polinizadores muriera. En ese escenario, 71 millones de personas en países de bajos ingresos se volverían deficientes en vitamina A, y la ingesta de vitamina A de 2.200 millones de personas que ya están consumiendo menos de la cantidad recomendada disminuiría aún más. De manera similar, 173 millones de personas se volverían deficientes en folato, y 1.23 millones de personas disminuirían aún más su consumo. Además, el suministro global de frutas disminuiría en un 22.9%, el suministro mundial de vegetales disminuiría en un 16.3%, y el suministro global de nueces y semillas disminuiría en un 22.1%. Esto llevaría a 1,42 millones de muertes adicionales cada año por enfermedades no transmisibles y relacionadas con la desnutrición. En un escenario menos extremo en el que solo el 50% de los polinizadores mueren, se producirían 700.000 muertes adicionales cada año.
En un estudio de 2014 realizado en el Reino Unido, la vitamina A se identificó como el nutriente más dependiente de los polinizadores. La deficiencia de vitamina A es una de las mayores preocupaciones de desnutrición cuando se trata de la disminución de los polinizadores, ya que es una de las principales causas de ceguera, con 500.000 casos anuales. La deficiencia de vitamina A también es responsable de la muerte de aproximadamente 800.000 mujeres y niños en todo el mundo, así como entre el 20% y el 24% de las muertes por sarampión, diarrea y malaria. Se estima que el 70% de la vitamina A en la dieta en todo el mundo se encuentra en cultivos polinizados por animales.
La deficiencia de ácido fólico, un tipo de vitamina B, también es motivo de preocupación. Se estima que el 55% del ácido fólico se encuentra en cultivos polinizados por animales, como frijoles y vegetales verdes, frondosos y oscuros. El ácido fólico es muy recomendable para mujeres embarazadas, ya que ayuda a prevenir defectos del tubo neural en los fetos.
Las deficiencias de calcio, fluoruro y hierro también son consecuencias probables de la disminución de los polinizadores. Los polinizadores animales son responsables del 9%, 20% y 29% de las frutas y nueces que contienen calcio, fluoruro y hierro, respectivamente. Si bien esos porcentajes no son altos en comparación con la cantidad de esos nutrientes que provienen de la carne y los productos lácteos, las frutas y las nueces son más biodisponibles. Más aún, la producción de carne y lácteos es costosa, ineficiente y no es factible en ciertas áreas. La deficiencia de hierro es la deficiencia de micronutrientes más común en todo el mundo, lo que lleva a un deterioro cognitivo y un aumento en la aparición de infecciones prevenibles.
Además, el 74% de todos los lípidos producidos a nivel mundial se encuentran en aceites de plantas polinizadas por animales, así como el 98% de la vitamina C.

## Conservación

### Enfoque biocultural
Un estudio analizó en 2019 los enfoques bioculturales para la conservación de polinizadores, utilizando el marco conceptual de la Plataforma Intergubernamental Científico-normativa sobre Diversidad Biológica y Servicios de los Ecosistemas. El estudio analizó las prácticas de gestión de los polinizadores en más de 60 países, identificando tres categorías de enfoques bioculturales para la conservación de polinizadores: las prácticas que valoran y promueven la diversidad biocultural; las prácticas de gestión de la tierra y el paisaje, y la diversidad de sistemas agrícolas.

## Acciones contra la disminución de polinizadores

### América del Norte

#### Estados Unidos
En marzo de 2012, los apicultores comerciales y las organizaciones medioambientales presentaron una petición legal de emergencia ante la Agencia de Protección Ambiental de Estados Unidos (APA) para solicitarles que suspendieran legalmente el uso de clotianidina en la agricultura, instando a la agencia a adoptar salvaguardas. La petición legal, respaldada por más de un millón de firmas, apunta al pesticida por sus impactos dañinos en las abejas melíferas. La petición señala que la APA no siguió sus propias regulaciones, al otorgar un registro condicional o temporal de clotianidina en 2003 sin un estudio de campo que estableciera que el pesticida no tendría "efectos adversos irrazonables" en los polinizadores. El registro condicional dependía de la presentación de un estudio de campo aceptable, pero el requisito no se cumplió. La APA continúa permitiendo el uso de clotianidina nueve años después de reconocer que no tenía una base legal suficiente para permitir su uso inicialmente. Además, los pesticidas que contienen clotianidina no siguen las normas de etiquetado establecidas por la APA.

### América Latina

#### Argentina
En Argentina, la Sociedad Argentina de Apicultores, que núclea a las principales organizaciones de apicultores de Argentina, le envió una carta en 2018 a las autoridades del Senasa solicitándoles la prohibición de tres insecticidas que contienen neonicotinoides como principio activo. Estos neonicotinoides, como el imidacloprid, tienen un impacto sobre los polinizadores y están relacionados con el síndrome de colapso de colonias y la disminución de polinizadores, además de haber sido prohibidos en Europa y otros países. En 2019, el entonces diputado Juan Carlos Villalonga presentó un proyecto de ley para prohibir los pesticidas que contuvieran los neonicotinoides imidacloprid, clotianidina y tiametoxam.

## Disponibilidad de datos y evidencia científica
La magnitud del problema es motivo de intenso debate; parece que la mayoría, si bien no todos, los datos provienen de abejas domésticas y abejorros de Europa y Estados Unidos. Algunas especies andan mejor que otras, algunas se mantienen estables y aun otras están aumentando, tales como las colmenas de abejas en ciertas regiones del mundo.[cita requerida] Pero, en general, hay «disminuciones significativas en abundancia y diversidad a diferentes escalas espaciales múltiples en muchas regiones».